# Разные Тихоокеанские острова США
Разные Тихоокеанские острова США является устаревшим названием группы островов в Тихом океане, обретённых Соединёнными Штатами Америки на основании закона о Гуано.
К данной группе островов относились:
- остров Бейкер
- остров Хауленд
- остров Джарвис
- атолл Пальмира
- риф Кингмен

## Геокоды группы островов
Группе островов Международная организация по стандартизации по критериям стандарта ISO 3166-1 присвоила следующие коды, действовавшие до 1986 года:
| Субъекты стандарта                          | ISO 3166-1 Alpha-2 | ISO 3166-1 Alpha-3 | ISO 3166-1 цифровой |
| ------------------------------------------- | ------------------ | ------------------ | ------------------- |
| Бейкер, Хауленд, Джарвис, Пальмира, Кингмен | PU                 | PUS                | 849                 |

Также островам был присвоен код территории — IQ, по стандарту FIPS, действовавшему до 1981 года.
В 1986 году коды были выведены из обращения, и на основании перевода островов под юрисдикцию Внешних малых островов США, код Alpha-2 был переведён в ISO 3166-3 с преобразованием в код — PUUM.